# 声 (SixTONESのアルバム)
『声』（こえ）は、SixTONESの3rdアルバム。2023年1月4日にソニー・ミュージックレーベルズから発売された。

## リリース
「歓声が消えた時代だからこそ、いつの日かまた＜熱い声＞を聴きたい・届けたい」という想いが込められたアルバム。
初回盤A・初回盤B・通常盤（初回仕様有り）の3形態リリースで、全形態共通楽曲として、6thシングル「共鳴」、7thシングル「わたし」、8thシングル「Good Luck!/ふたり」の各表題曲と、2022年夏にYouTube限定楽曲としてMVが公開された「PARTY PEOPLE」、ソニー「LinkBuds S」のCMソング「Boom-Pow-Wow!」を含む計12曲とOvertureを収録。各盤限定曲としては、初回盤Aに新曲2曲、初回盤Bにはユニット新曲3曲を収録。通常盤には新曲2曲と7thシングル通常盤のカップリング曲「オンガク」のアルバムver.が収録されている。
各初回盤にはDVD/Blu-rayを付属し、初回盤Aにアルバムリード曲「Boom-Pow-Wow!」･「PARTY PEOPLE」、初回盤Bに各ユニット曲のMVを収録する。

### 特典
- 初回盤A：「声」を伝える吹き出し型メモパッド[12]
- 初回盤B：ユニット楽曲絵柄クリアシート[12]
- 通常盤：クリアファイル[12]

## 収録内容

### CD
- 1〜13曲目は全形態共通
- 特記なき場合は6人での歌唱

#### 初回盤A
1. Overture -VOICE- [1:14]
作詞・作曲・編曲：Hiroki Muto
2. Boom-Pow-Wow! [3:05]
作詞：Mayu Wakisaka、作曲：Andreas Ohrn / Atsushi Shimada、編曲：Atsushi Shimada
  - リード曲
  - SixTONES出演 ソニー「LinkBuds S」CMソング[13]
3. Good Luck! [3:06]
作詞：YUUKI SANO、作曲：YUUKI SANO / 野口大志、編曲：野口大志 / Naoki Itai
  - 8thシングル1曲目
  - テレビ朝日系 金曜ナイトドラマ『最初はパー』主題歌
4. Outrageous [4:59]
作詞：HIROMI、作曲：Baby Scent / MoonChild / 27、編曲：Baby Scent
5. ふたり [3:45]
作詞・作曲：YUUKI SANO / 柳川陽香、編曲：Naoki Itai
  - 8thシングル2曲目
  - 日本テレビ系 シンドラ『束の間の一花』主題歌
6. 共鳴 [3:42]
作詞・作曲：佐伯youthK、編曲：Naoki Itai / 佐伯youthK
  - 6thシングル
  - 読売テレビ・日本テレビ系テレビアニメ『半妖の夜叉姫』弐の章1月クールオープニングテーマ
7. 人人人 [4:07]
作詞・作曲・編曲：佐伯youthK
  - SixTONES出演 エイブル「いいお部屋、揃いすぎ『俺的最強』」篇・「いいお部屋、揃いすぎ『君に決めた』」篇CMソング[14]
8. Risky [3:21]
作詞：MiNE / Atsushi Shimada、作曲・編曲：Josef Melin
9. Chillin' with you [3:29]
作詞：TSUGUMI / Marcello Jonno、作曲：Taro Takaki / Christofer Erixon / Ricardo Burgrust、編曲：Taro Takaki / Marchin
10. SUBWAY DREAMS [3:09]
作詞：MiNE / Atsushi Shimada、作曲：Phil Schwan / AVENUE 52 / SQVARE、編曲：ALYSA / Phil Schwan
  - ジェシー・松村出演 ECCジュニア「変身するレッスン」篇CMソング[15]
11. PARTY PEOPLE [3:40]
作詞：GASHIMA、作曲：Albin Nordqvist / P3AK、編曲：P3AK / Naoki Itai
12. わたし [4:10]
作詞・作曲・編曲：佐伯youthK
  - 7thシングル
  - カンテレ・フジテレビ系月10ドラマ『恋なんて、本気でやってどうするの?』挿入歌
13. Always [4:01]
作詞：坂詰美紗子 / 51Black Rat、作曲：坂詰美紗子 / Ryo Mizutani / 51Black Rat、編曲：高慶“CO-K”卓史 / Ryo Mizutani
  - 出光興産「Coloring」篇・「多彩色の世界」篇CMソング[16]
14. Need you [3:18]
作詞：ONIGASHIMA、作曲・編曲：Justin Reinstein
15. STAMP IT [3:48]
作詞：MiNE / Atsushi Shimada、作曲：Simon Vestergaard / Andreas Ringblom / Rasmus Gregersen、編曲：Ralz

#### 初回盤B
1. Overture -VOICE-
2. Boom-Pow-Wow!
3. Good Luck!
4. Outrageous
5. ふたり
6. 共鳴
7. 人人人
8. Risky
9. Chillin' with you
10. SUBWAY DREAMS
11. PARTY PEOPLE
12. わたし
13. Always
14. OPA! [4:01]
作詞：ONIGASHIMA、作曲・編曲：Josef Melin
  - 森本・田中のユニット曲[11]
15. ラ・ラ・ラ・ラブストーリー [2:32]
作詞：イワツボコーダイ、作曲：吹野クワガタ / イワツボコーダイ、編曲：吹野クワガタ / Naoki Itai
  - 京本・髙地のユニット曲[11]
16. 愛という名のベール [4:29]
作詞・作曲：浅利進吾、編曲：ha-j
  - ジェシー・松村のユニット曲[11]

#### 通常盤
1. Overture -VOICE-
2. Boom-Pow-Wow!
3. Good Luck!
4. Outrageous
5. ふたり
6. 共鳴
7. 人人人
8. Risky
9. Chillin' with you
10. SUBWAY DREAMS
11. PARTY PEOPLE
12. わたし
13. Always
14. Cat Call [3:16]
作詞：JUN、作曲：Alexander Karlsson / Alexej Viktorovitch、編曲：JeL
15. オンガク -声ver.- [4:17]
作詞・作曲：佐伯youthK、編曲：佐伯youthK / Naoki Itai
  - 7thシングル『わたし』通常盤収録曲のアルバムver.
  - オリジナルバージョンにはなかったラップヴァースがトランジションと2番目のセグメントの間に追加された。
16. Again [3:54]
作詞：Sam Homma、作曲：Casper Redson / Carlos K.、編曲：Carlos K.

### Blu-ray/DVD

#### 初回盤A
1. Boom-Pow-Wow! -Music Video-
2. Boom-Pow-Wow! -Music Video Making-
3. Boom-Pow-Wow! -Music Video Solo Movie-
4. PARTY PEOPLE -Music Video-
5. PARTY PEOPLE -Music Video Making-
6. PARTY PEOPLE  -Music Video SixTONES Selfie Ver.-

#### 初回盤B
1. OPA! -Music Video-
2. ラ・ラ・ラ・ラブストーリー -Music Video-
3. 愛という名のベール -Music Video-

## チャート成績
2023年1月16日付の「オリコン週間アルバムランキング」で初登場1位を獲得。同ランキングにおいて、自身初となる初週売上50万枚を突破した。また、同月23日付の同チャートでも1位となり、同チャートでは自身初となる2週連続での首位獲得となった。